# German Institute for Global and Area Studies
Das German Institute for Global and Area Studies (GIGA) ist ein sozialwissenschaftliches Forschungsinstitut mit Sitz in Hamburg. Es analysiert politische, ökonomische und soziale Entwicklungen in Afrika, Asien, Lateinamerika und Nahost. Dabei forscht es aus vergleichender Perspektive zu internationalen Beziehungen, Entwicklung und Globalisierung, Gewalt und Sicherheit und zu politischen Systemen. Das GIGA berät unter anderem das Auswärtige Amt und andere Teile der Bundesregierung. Seit 2009 hat es ein Büro in Berlin.
Das GIGA ist Mitglied der Leibniz-Gemeinschaft.

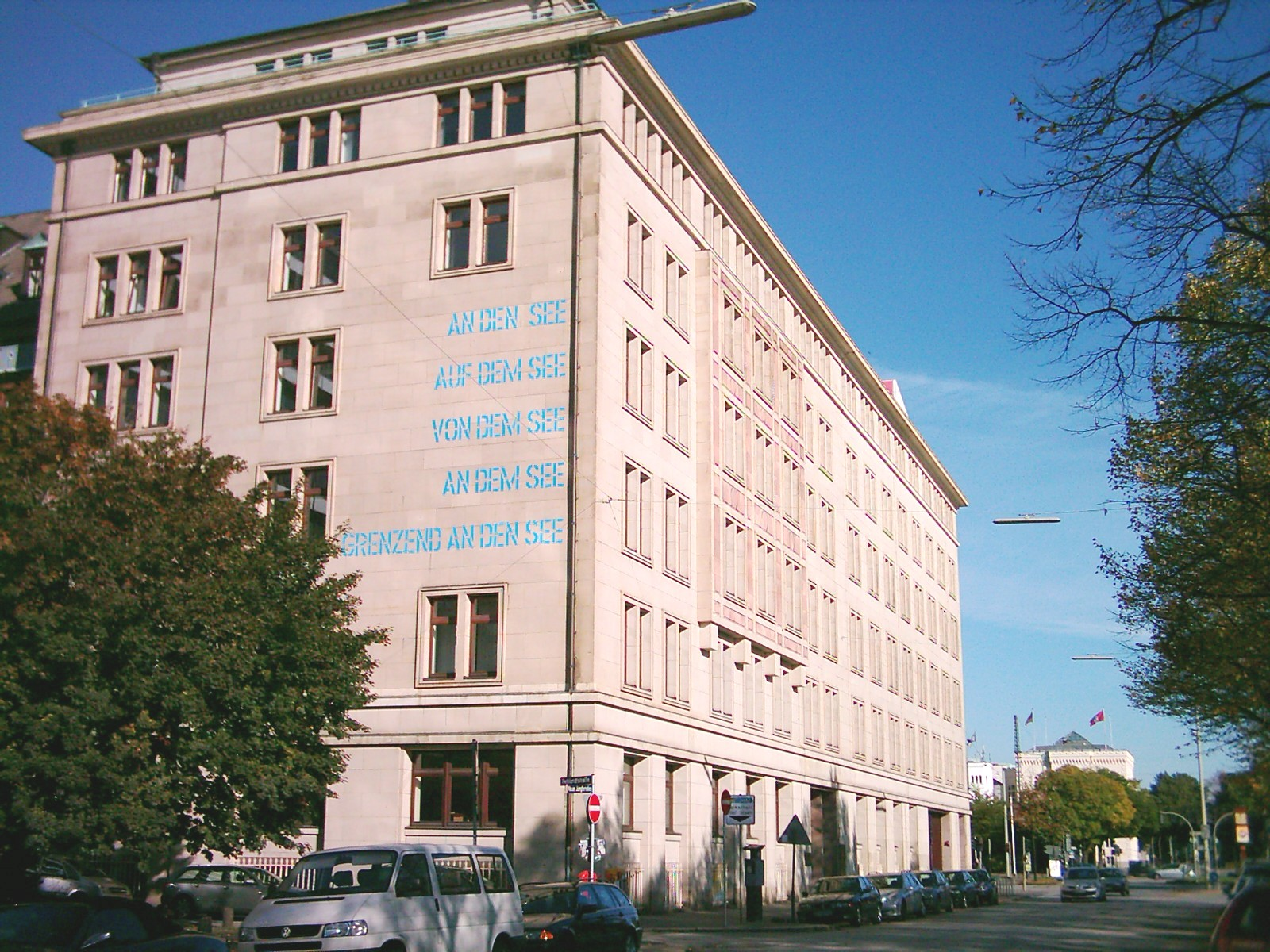
Sitz des GIGA in Hamburg, Neuer Jungfernstieg 21.

## Forschung
Das GIGA verfolgt einen globalen Forschungsansatz und gehört im Bereich der Regionalstudien (Area Studies) und vergleichenden Regionalstudien (Comparative Area Studies) international zu den führenden Forschungseinrichtungen. Am Institut arbeiten rund 160 Mitarbeiter, davon 90 Politikwissenschaftler, Ökonomen, Sozialwissenschaftler, Friedens- und Konfliktforscher und Historiker. Seine Forschung hat das GIGA als Matrix strukturiert. Die Wissenschaftler forschen zu den vier Weltregionen
1. Afrika
2. Asien
3. Lateinamerika
4. Nahost

und arbeiten gleichzeitig in vier Forschungsschwerpunkten zu den Themen
1. Politische Verantwortlichkeit und Partizipation
2. Frieden und Sicherheit
3. Wachstum und Entwicklung
4. Globale Ordnungen und Außenpolitiken.

## Geschichte
Das Institut wurde 1964 von der Stadt Hamburg und der Hamburger Kaufmannschaft unter dem Namen Deutsches Übersee-Institut (DÜI) gegründet. Es war zunächst die Dachorganisation für das Institut für Asienkunde, das Deutsche Orient-Institut, das Institut für Iberoamerika-Kunde und das Institut für Afrika-Kunde. 1965 wurde Andreas Predöhl Direktor des Instituts. Nach einer Evaluierung des DÜI durch die Leibniz-Gemeinschaft im Jahr 2004 strukturierte sich das DÜI in das „GIGA German Institute of Global and Area Studies“ (GIGA) um. Von 2006 bis zum 30. April 2020 hieß das Institut „GIGA German Institute of Global and Area Studies“; die Präposition „of“ wurde durch eine zum 1. Mai 2020 wirksame Satzungsänderung in „for“ geändert. Das zuvor vorangestellte Akronym „GIGA“ ist seitdem nicht mehr Teil des Namens, wird aber weiterhin als Kurzform verwendet.

## Organisation

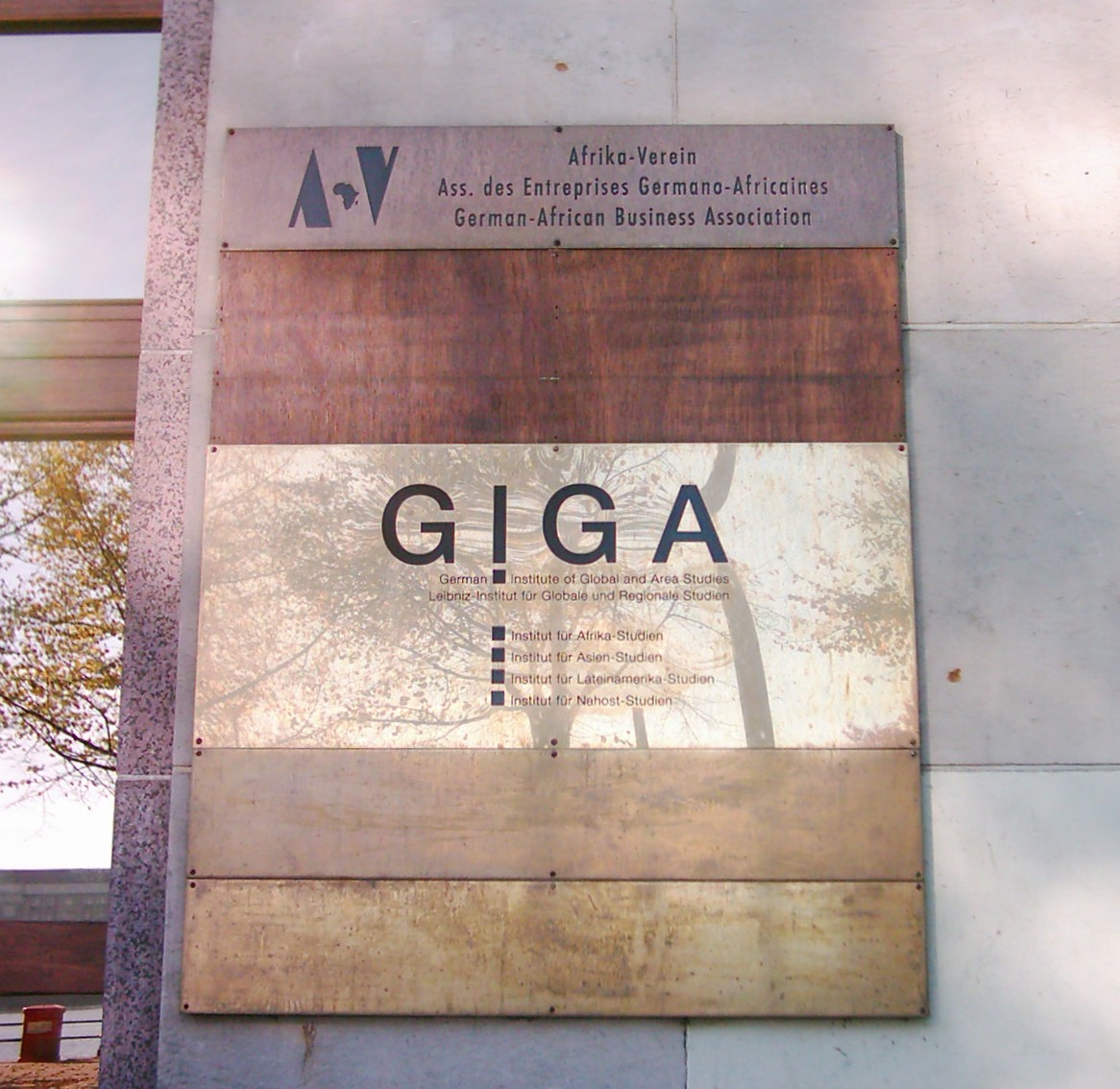
Eingangstafel des GIGA am Neuen Jungfernstieg

Mitte der 2000er-Jahre vollzog das Institut einen Wandel mit der Folge, dass sich im Jahr 2007 die bis dato relativ autonomen Regionalinstitute als German Institute for Global and Area Studies / Leibniz-Institut für Globale und Regionale Studien zusammenschlossen. Einzig das Deutsche Orient-Institut nahm an dem Zusammenschluss nicht teil. Alle seine Mitarbeiter hat das GIGA jedoch übernommen.
Das GIGA kooperiert weltweit mit zahlreichen renommierten Universitäten, Forschungseinrichtungen und Fachverbänden und ist im Vorstand diverser wissenschaftlicher Netzwerke insbesondere zu Afrika, Asien, Lateinamerika und Nahost vertreten.
Das GIGA ist eine Stiftung des bürgerlichen Rechts mit Sitz in Hamburg. Es wird gemeinsam vom Auswärtigen Amt, der Hamburger Behörde für Wissenschaft, Forschung und Gleichstellung und den anderen Bundesländern finanziert. Hinzu kommen Drittmittel, die etwa 20–30 Prozent des Gesamtbudgets ausmachen.
Seit dem 1. April 2024 ist Sabine Kurtenbach Interims-Präsidentin des GIGA. Zusammen mit ihr besteht der Vorstand des GIGA aus Asien-Forscher Patrick Köllner (Vizepräsident des GIGA), Nahost-Wissenschaftler Eckart Woertz, Afrika-Wissenschaftler Matthias Basedau sowie dem kaufmännischen Direktor Peter Peetz. Das GIGA hat ein jährliches Budget von rund 11 Millionen Euro.

## Internationale Netzwerke
Das GIGA koordiniert federführend verschiedene wissenschaftliche Netzwerke.
Das Netzwerk Institutions for Sustainable Peace (ISP) erforscht mit Partnern aus Schweden, Norwegen, der Schweiz, England und Deutschland Maßnahmen zur Friedensförderung in Nachkriegsgesellschaften.
Das Projekt Land Matrix ist eine Online-Plattform, auf der weltweit Daten zu großflächigen Landinvestitionen gesammelt werden. Das GIGA betreut die Plattform und wertet die Daten aus.
Die Wissenschaftler des Regional Powers Network (RPN) erforschen den weltweiten Aufstieg neuer Regionalmächte. Es ist ein Kooperationsprojekt zwischen dem GIGA, der University of Oxford und dem Sciences Po Paris.
Ab Juli 2014 koordiniert das GIGA das Netzwerk International Diffusion and Cooperation of Authoritarian Regimes (IDCAR), in dem es gemeinsam mit zwölf internationalen Forschungseinrichtungen den Einfluss und die Kooperation autoritärer Regime auf der internationalen Bühne untersucht.

## Derzeitige Direktoren der regionalen Institute
- Matthias Basedau, GIGA Institut für Afrika-Studien
- Bert Hoffmann, Sabine Kurtenbach, Mariana Llanos, Leitungsteam des GIGA Institut für Lateinamerika-Studien
- Patrick Köllner (* 1968), GIGA Institut für Asien-Studien
- Eckart Woertz, GIGA Institut für Nahost-Studien

## Ehemalige Direktoren des DÜI und GIGA
- Klaus Bodemer, Institut für Iberoamerika-Kunde
- Werner Draguhn, Institut für Asien-Kunde (und DÜI)
- Rolf Hofmeier (* 1939), Institut für Afrika-Kunde
- Robert Kappel (* 1946), Deutsches Übersee Institut (DÜI) / GIGA
- Amrita Narlikar, German Institute for Global and Area Studies (GIGA)
- Udo Steinbach (1943–2025), Deutsches Orient-Institut

## Publikationen
Das GIGA ist Herausgeber von drei Open-Access-Publikationsreihen: GIGA Focus, GIGA Working Papers und GIGA Journal Family.
- In der GIGA-Focus-Reihe[22] veröffentlichen die Wissenschaftler kurze Analysen zu aktuellen weltpolitischen Ereignissen. Die deutsch- und englischsprachigen Ausgaben umfassen vier Regionalreihen (Afrika, Asien, Lateinamerika und Nahost) und den GIGA Focus Global zu vergleichenden und globalen Themen. Sie erscheinen jeweils sechsmal im Jahr.

- In den GIGA Working Papers[23] werden Ergebnisse aus der laufenden Forschung vorveröffentlicht.

- In der GIGA Journal Family[24] publiziert das GIGA Beiträge von Wissenschaftlern aus der ganzen Welt. Zur Zeitschriftenfamilie gehören:
  - Africa Spectrum
  - Journal of Current Chinese Affairs (JCCA)
  - Journal of Politics in Latin America (JPLA)
  - Journal of Current Southeast Asian Affairs (JCSAA)

Außerdem ist das GIGA in Kooperation mit anderen Einrichtungen an der Veröffentlichung der Zeitschrift Iberoamericana sowie bis 2019 an der Buchreihe Africa Yearbook beteiligt.

## Bibliothek
Das GIGA betreibt das größte außeruniversitäre Informationszentrum für Area Studies und Comparative Area Studies in Deutschland.